# Дзанелла, Амилькаре
Амилькаре Дзанелла (итал. Amilcare Zanella; 26 сентября 1873, Монтичелли-д’Онджина — 9 января 1949, Пезаро) — итальянский композитор и пианист.
Окончил Пармскую консерваторию, где учился у Джованни Боттезини и Джусто Даччи. В 1893 году уехал с итальянской оперной труппой в Южную Америку, где на протяжении почти десяти лет интенсивно выступал как пианист и дирижёр. Вернувшись в Италию, в 1903—1905 годах возглавлял Пармскую консерваторию, а затем до 1939 года руководил музыкальным лицеем в Пезаро, занимая одновременно кафедру композиции. В 1921 году создал в Пезаро фортепианное трио, которым руководил до самой смерти. Для фортепианного трио написаны наиболее известные сочинения Дзанеллы. Помимо других камерных пьес, ему принадлежат также Симфония ми минор (1901), симфонические поэмы «Вера» (итал. Fede; 1906) и «Жизнь» (итал. Vita; 1907), Симфоническая фантазия (1918) и несколько опер, в том числе «Ревизор» (итал. Il Revisore; 1940) по пьесе Николая Гоголя.
Имя Дзанеллы носит студенческий симфонический оркестр в Консерватории Пьяченцы.